# ژله‌ماهی نواردار
ژله‌ماهی نواردار، چتر دریایی قطب‌نما، گونه‌ای رایج از چتر دریایی است که در آب‌های ساحلی در مناطق معتدل شمال شرقی اقیانوس اطلس، از جمله دریای شمال و دریای مدیترانه زندگی می‌کند. این گونه چتر دریایی در گذشته در جنوب‌شرقی اقیانوس اطلس، از جمله آفریقای جنوبی نیز ثبت شده بود، اما این به دلیل سردرگمی با خویشاوندان نزدیک بود. C. africana , C. fulgida و یک گونه توصیف نشده که به‌طور آزمایشی به عنوان "C. agulhensis" شناخته می‌شود.